# Estela Castro
Estela Castro (1932 - 16 de octubre de 1994) fue una relevante actriz de teatro uruguaya.

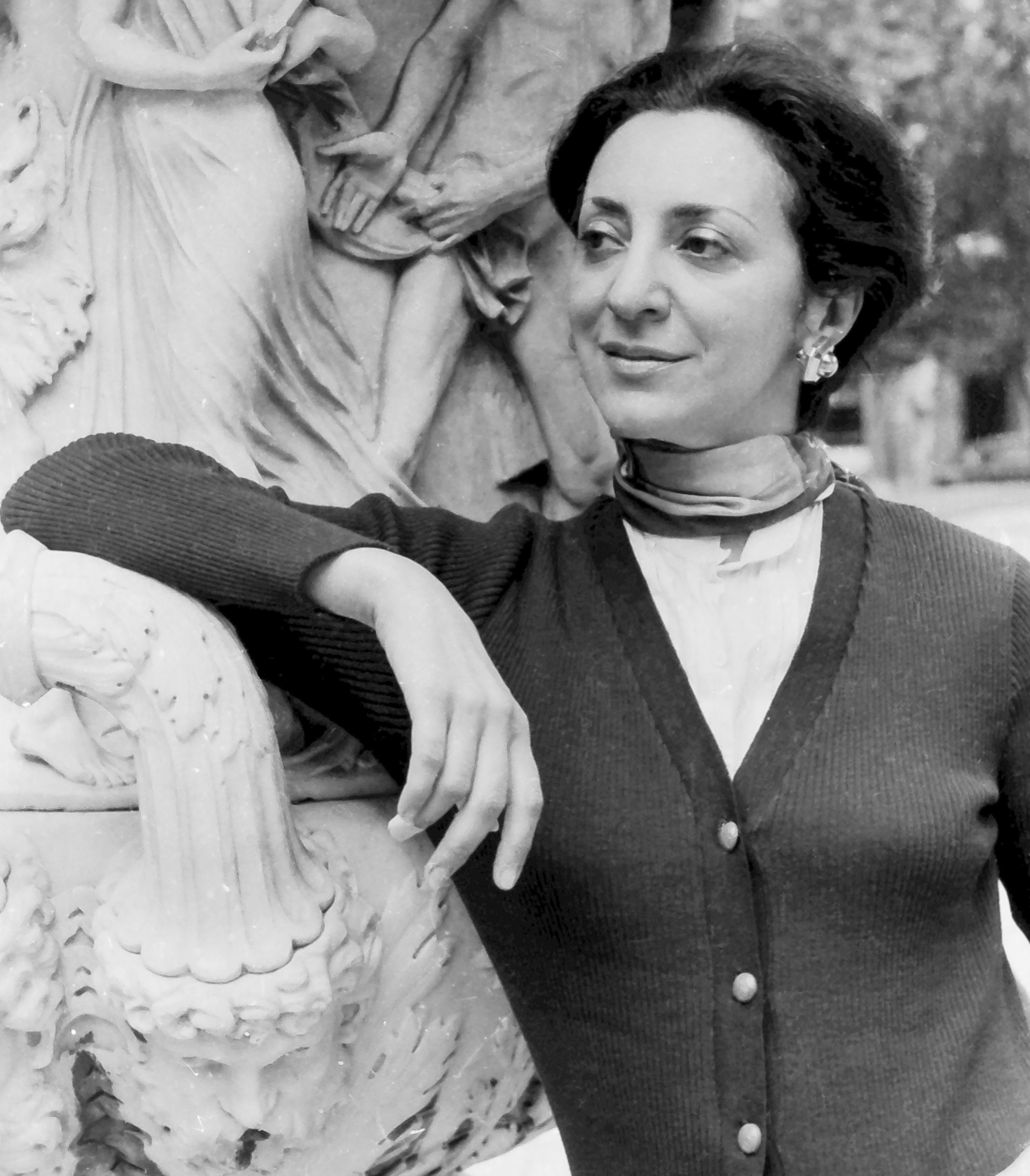
Actriz, Estela Castro. Montevideo. Uruguay

## Biografía
Egresó de la Escuela Municipal de Arte Dramático en 1950 pasando a integrar las filas de la Comedia Nacional Uruguaya bajo la dirección de Margarita Xirgu. Permanecerá en la entidad oficial hasta 1980.
Se recuerdan sus trabajos en El hombre, la bestia y la virtud de Luigi Pirandello en 1959-1960 y 1967 junto a Enrique Guarnero y en El zoo de cristal de Tennessee Williams junto a Sonia Repetto en 1978.
Fuera del ámbito oficial representó en 1973, 1974 y 1975 tres obras históricas de Milton Schinca dirigida por Laura Escalante: Bernardina de Rivera, Ana Monterroso de Lavalleja y Las Artiguistas.
En 1979 estrenó en Buenos Aires y luego en Madrid y Cataluña Retrato de señora con espejo de Pedro Corradi sobre la vida de Margarita Xirgu.
Obtuvo el Premio Ariel de los críticos en 1962, 1963 y 1964.

## Discografía
- Alberto Candeau y Estela Castro (junto a Alberto Candeau. Orfeo. 1982)
- Vidamorymuerte (junto a Washington Carrasco y Cristina Fernández. Sellos Ceibo y Orfeo. 1984)
- Mario Benedetti en la voz de Estela Castro (Sondor. 1989)